# 鄭錦昌
鄭錦昌（英語：Cheng Kam Cheong，1941年2月22日—2019年11月29日），馬來西亞粵語流行曲歌手、演員、填詞人、作曲家及唱片製作人，綽號「粵曲王子」，以演唱粵曲小調而聞名於香港及東南亞各地。

## 生平

### 早年生活
鄭錦昌在馬來亞出生，父亲早年返回中国大陆后失去联系，自小与母亲相依为命，家族四位兄弟子妹之中排行第一，身为长子的郑锦昌自13岁踏进社会后，做过泥水工、跟车员、修车、油漆、酒楼待应等劳力工作，扛起养家糊口的重任。郑锦昌母亲患有糖尿病，便亲自照顾母亲并一起同住，直至母亲在2000年逝世，他的弟妹都分散各地，但远在美国的弟妹均很尊敬他，经常返回马来西亚探望他。

### 演奏生涯
郑锦昌与自小習粵曲，聲線美及咬字清，善于填写歌曲，写下多首粤语流行曲。1966年，郑锦昌出版第一張個人華語唱片，由于对粤语填词认识深博，同年推出将华语歌词改为粤语歌词流行曲《流浪汉》及《女人女人女人》等，在马新地区广受歌迷欢迎。
1969年，以一首《鴛鴦江》在東南亞及香港成名，这在当时香港只流行华语和英语歌曲的年代，是一个很大的突破。1971年，以《禪院鐘聲》榮獲香港明報「十大歌星獎」。1973年，與李小龍在《歡樂今宵》同台演出，鄭錦昌演唱《唐山大兄》，全港流傳至今。郑锦昌也成为《欢乐今宵》的合约歌星，及参与拍摄电影、电视等工作。郑锦昌接受访问时表示，一生中最难忘的经历就是在《欢乐今宵》献唱直播中，李小龙在他旁边踢了一下旋风腿，虽然当时没有碰到他，但他的鼻尖还是感到当时的腿风，对此相当佩服李小龙。
2017年，鄭錦昌於香港舉行四場告別演唱會，其後正式退休，結束長達50多年的歌唱事業。

### 晚年
晚年郑锦昌因患肾病健康大不如前，2017年，举办了告别演唱会宣布退出乐坛后专心养病。郑锦昌热心参与公益活动，2019年他在筹拍中的马来西亚电影《幸福密码》中饰演陈美娥的父亲，是他的遗作。郑锦昌依然希望继续演唱，原计划在2020年3月再筹备一场演唱会。

## 逝世
2019年11月29日早上8時14分，鄭錦昌於吉隆坡國立大學醫院因腎病恶化辭世，享壽78歲。

### 葬礼
郑锦昌生前已在士毛月富贵山庄设有「郑锦昌生基苑」，逝世后家属举行设灵和追思等仪式，供公众吊唁。于2019年12月2日葬于士毛月富贵山庄风景墓园。

## 歌曲作品
- 《禪院鐘聲》
- 《新禪院鐘聲》
- 《馬永貞大戰精武門》
- 《鴛鴦江》
- 《幾度夕陽紅》
- 《月滿西樓》
- 《秋月》
- 《秋夜》
- 《青山翠谷》
- 《蔓莉蔓莉》
- 《十一哥》
- 《男人！男人》
- 《小嬌娃》
- 《海上風光》
- 《願化惜花蜂》
- 《梅花夢》
- 《唐山大兄》
- 《幪面超人》

## 演出作品

### 電影
- 1970年《一代棍王》
- 1970年《有殺冇賠》
- 1970年《三角圓床》 飾 王阿金
- 1970年《歡樂人生》
- 1974年《天天報喜》
- 1974年《大鄉里》
- 1991年《烈血街頭》
- 2000年《特技情緣》
- 2001年《瘦身男女》
- 2004年《龍.一九七三以後》
- 2017年《9.13回家》
- 2019年《玩轉全家福》
- 2019年《媽媽好》

### 電視劇（馬來西亞）
- 《錯過》
- 《血染的情書》
- 《我要活下去》
- 1995年《我主皇朝》 飾 郭望溪
- 2008年《我主風雲之天算不如人算》

### 電視節目
- 2001年《名曲滿天星》第2集
- 2012年《高志森微博》第19集
- 2013年《今日VIP》第92集
- 2015年《Sunday靚聲王》第6集

## 演唱會
- 2007年2月21-22日《鄭錦昌金曲賀新春演唱會》（香港大會堂音樂廳）
- 2008年5月22-24日《麗莎與鄭錦昌演唱會》（香港文化中心音樂廳）
- 2009年6月9-10日《鄭錦昌與麗莎09 ENCORE演唱會》（香港文化中心音樂廳）
- 2009年12月15-16日《鄭錦昌唐山大兄響屯門演唱會》（屯門大會堂演奏廳）
- 2012年5月28日《鄭錦昌輝煌歲月演唱會》（香港文化中心音樂廳）
- 2013年7月5-6日《鄭錦昌金曲輝煌半世紀經典演唱會》（伊利沙伯體育館表演場）
- 2014年5月1-3日《鄭錦昌x麗莎經典金曲演唱會》（新光戲院大劇場影院）
- 2014年5月5-7日《鄭錦昌x麗莎好事成事響屯門演唱會》（屯門大會堂演奏廳）
- 2016年3月1-2日《鄭錦昌與麗莎禪院相思演唱會》（香港大會堂音樂廳）
- 2017年《鄭錦昌告別演唱會》（8月28-29日 屯門大會堂演奏廳／8月31日 元朗劇院演藝廳／9月1日麥花臣場館／9月6-7日 荃灣大會堂演奏廳）

## 獎項
- 1971年《香港明報》—— 十大歌星獎
- 2017年《金視奬頒獎典禮》—— 金視輝煌成就獎
- 2017年《第4屆國際企業影響力獎頒獎典禮》—— 馬來西亞最具影響力文化貢獻终身成就獎 [10]

## 外部連結
- 鄭錦昌唱了半世紀 進紀錄大全 （页面存档备份，存于） 馬來西亞《中國報》
- 鄭錦昌在香港影庫上的簡介